# Чемпионат Бельгии по фигурному катанию
Чемпионат Бельгии по фигурному катанию  (нидерл.  Belgisch Kampioenschap; фр.  Championnat de Belgique) — ежегодное соревнование по фигурному катанию среди фигуристов Бельгии.
Соревнования проходят по мужскому и женскому одиночному катанию, танцы на льду и синхронном фигурном катании. Из-за малого количества участников, не каждый год соревнования проходят по всем дисциплинам.

## Медалисты

### Мужчины
| Медалисты в мужском одиночном катании | Медалисты в мужском одиночном катании | Медалисты в мужском одиночном катании | Медалисты в мужском одиночном катании | Медалисты в мужском одиночном катании |                           |
| ------------------------------------- | ------------------------------------- | ------------------------------------- | ------------------------------------- | ------------------------------------- | ------------------------- |
| Год                                   | Место проведения                      | Золото                                | Серебро                               | Бронза                                |                           |
| 1999                                  | Лидекерке                             |                                       | Кевин ван дер Перрен                  |                                       |                           |
| 2000                                  | Брюссель                              | Кевин ван дер Перрен                  |                                       |                                       |                           |
| 2001                                  |                                       | Кевин ван дер Перрен                  | Ник Винс                              |                                       |                           |
| 2002                                  |                                       | Кевин ван дер Перрен                  | Не было других участников             | Не было других участников             |                           |
| 2003                                  | Лёвен                                 | Кевин ван дер Перрен                  | Не было других участников             | Не было других участников             |                           |
| 2004                                  | Дёрне                                 | Кевин ван дер Перрен                  | Не было других участников             | Не было других участников             |                           |
| 2005                                  | Соревнования у мужчин не проводились  | Соревнования у мужчин не проводились  | Соревнования у мужчин не проводились  | Соревнования у мужчин не проводились  |                           |
| 2006                                  | Соревнования у мужчин не проводились  | Соревнования у мужчин не проводились  | Соревнования у мужчин не проводились  | Соревнования у мужчин не проводились  |                           |
| 2007                                  | Хасселт                               | Кевин ван дер Перрен                  | Не было других участников             | Не было других участников             |                           |
| 2008                                  | Соревнования у мужчин не проводились  | Соревнования у мужчин не проводились  | Соревнования у мужчин не проводились  | Соревнования у мужчин не проводились  |                           |
| 2009                                  | Соревнования у мужчин не проводились  | Соревнования у мужчин не проводились  | Соревнования у мужчин не проводились  | Соревнования у мужчин не проводились  |                           |
| 2010                                  | Льеж                                  | Йорик Хендрикс                        | Рюбен Бломмарт                        | Не было других участников             |                           |
| 2011                                  | Хасселт                               | Кевин ван дер Перрен                  | Йорик Хендрикс                        | Не было других участников             |                           |
| 2012                                  | Дёрне                                 | Кевин ван дер Перрен                  | Йорик Хендрикс                        | Не было других участников             |                           |
| 2013—2015                             | Соревнования у мужчин не проводились  | Соревнования у мужчин не проводились  | Соревнования у мужчин не проводились  | Соревнования у мужчин не проводились  |                           |
| 2016                                  | Маасейк                               | Йорик Хендрикс                        | Не было других участников             | Не было других участников             | Не было других участников |
| 2017                                  | Ломмел                                | Йорик Хендрикс                        | Не было других участников             | Не было других участников             | Не было других участников |
| 2018—2023                             | Соревнования у мужчин не проводились  | Соревнования у мужчин не проводились  | Соревнования у мужчин не проводились  | Соревнования у мужчин не проводились  |                           |

### Женщины
| Медалисты в женском одиночном катании | Медалисты в женском одиночном катании | Медалисты в женском одиночном катании | Медалисты в женском одиночном катании | Медалисты в женском одиночном катании |
| ------------------------------------- | ------------------------------------- | ------------------------------------- | ------------------------------------- | ------------------------------------- |
| Год                                   | Город                                 | Золото                                | Серебро                               | Бронза                                |
| 1997                                  | Нет данных                            | Нет данных                            | Эллен Марелс                          | Нет данных                            |
| 1998                                  | Нет данных                            | Нет данных                            | Эллен Марелс                          | Дороте Дерруатт                       |
| 1999                                  | Лидекерке                             | Дороте Дерруатт                       | Эллен Марелс                          | Нет данных                            |
| 2000                                  | Брюссель                              | Эллен Марелс                          | Натали Ост                            | Нет данных                            |
| 2001                                  | Нет данных                            | Эллен Марелс                          | Сара Фалотико                         | Лен Вермейрен                         |
| 2002                                  | Нет данных                            | Сара Фалотико                         | Эллен Марелс                          | Фов Снауарт                           |
| 2003                                  | Лёвен                                 | Эллен Марелс                          | Сара Фалотико                         | Дороте Дерруатт                       |
| 2004                                  | Дёрне                                 | Сара Фалотико                         | Эллен Марелс                          | Изабель Пиман                         |
| 2005                                  | Ломмел                                | Сара Фалотико                         | Дороте Дерруатт                       | Изабель Пиман                         |
| 2006                                  | Лёвен                                 | Кирстен Вербист                       | Барбара Клерк                         | Бронза не присуждалась                |
| 2007                                  | Хасселт                               | Изабель Пиман                         | Кирстен Вербист                       | Барбара Клерк                         |
| 2008                                  | Хасселт                               | Барбара Клерк                         | Изабель Пиман                         | Кирстен Вербист                       |
| 2009                                  | Ломмел                                | Барбара Клерк                         | Изабель Пиман                         | Кат Ван Дале                          |
| 2010                                  | Льеж                                  | Изабель Пиман                         | Кат Ван Дале                          | Нет участников                        |
| 2011                                  | Хасселт                               | Ира Ваннут                            | Кат Ван Дале                          | Амели Пьер                            |
| 2012                                  | Дёрне                                 | Изабель Пиман                         | Кат Ван Дале                          | Нет участников                        |
| 2013                                  | Дёрне                                 | Кат Ван Дале                          | Изабель Пиман                         | Нет участников                        |
| 2014                                  | Льеж                                  | Кат Ван Дале                          | Изабель Пиман                         | Нет участников                        |
| 2015— 2016                            | Нет участников                        | Нет участников                        | Нет участников                        | Нет участников                        |
| 2017                                  | Ломмел                                | Луна Хендрикс                         | Шарлотта Вандерсаррен                 | Нет участников                        |
| 2018                                  | Лидекерке                             | Луна Хендрикс                         | Аннелиз ван Хаудт                     | Нет участников                        |
| 2019                                  | Лёвен                                 | Луна Хендрикс                         | Шарлотта Вандерсаррен                 | Лои Арикс                             |
| 2020                                  | Вилрейк                               | Наоми Мюнье                           | Жад Овин                              | Нет участников                        |
| 2022                                  | Лёвен                                 | Луна Хендрикс                         | Жад Овин                              | Нет участников                        |
| 2023                                  | Мехелен                               | Луна Хендрикс                         | Жад Овин                              | Нет участников                        |

1. ↑  Две из четырёх участниц снялись с соревнований

### Синхронное катание
| Медалисты в синхронном катании | Медалисты в синхронном катании | Медалисты в синхронном катании                   | Медалисты в синхронном катании                   | Медалисты в синхронном катании                   |
| ------------------------------ | ------------------------------ | ------------------------------------------------ | ------------------------------------------------ | ------------------------------------------------ |
| Год                            | Место проведения               | Золото                                           | Серебро                                          | Бронза                                           |
| 1999                           | Лидекерке                      |                                                  |                                                  |                                                  |
| 2000                           | Брюссель                       |                                                  |                                                  |                                                  |
| 2001                           |                                |                                                  |                                                  |                                                  |
| 2002                           |                                |                                                  |                                                  |                                                  |
| 2003                           | Лёвен                          |                                                  |                                                  |                                                  |
| 2004                           | Дёрне                          |                                                  |                                                  |                                                  |
| 2005                           | Ломмел                         | Ice Crystals                                     | Не было других участников                        | Не было других участников                        |
| 2006                           | Лёвен                          | Соревнования в синхронном катании не проводились | Соревнования в синхронном катании не проводились | Соревнования в синхронном катании не проводились |
| 2007                           | Хасселт                        | Соревнования в синхронном катании не проводились | Соревнования в синхронном катании не проводились | Соревнования в синхронном катании не проводились |
| 2008                           | Хасселт                        | Соревнования в синхронном катании не проводились | Соревнования в синхронном катании не проводились | Соревнования в синхронном катании не проводились |
| 2009                           | Ломмел                         | Соревнования в синхронном катании не проводились | Соревнования в синхронном катании не проводились | Соревнования в синхронном катании не проводились |
| 2010                           | Льеж                           | Соревнования в синхронном катании не проводились | Соревнования в синхронном катании не проводились | Соревнования в синхронном катании не проводились |
| 2011                           | Хасселт                        | Team Temptation                                  | Не было других участников                        | Не было других участников                        |